# Piatnitzkysauridae
Piatnitzkysauridae je čeleď dravých teropodních dinosaurů patřících do skupiny Megalosauroidea. Typovým druhem je Piatnitzkysaurus floresi, popsaný argentinským paleontologem Josém Bonapartem v roce 1979. Čeleď v současnosti zahrnuje ještě rody Marshosaurus a Condorraptor.

## Geografické rozšíření

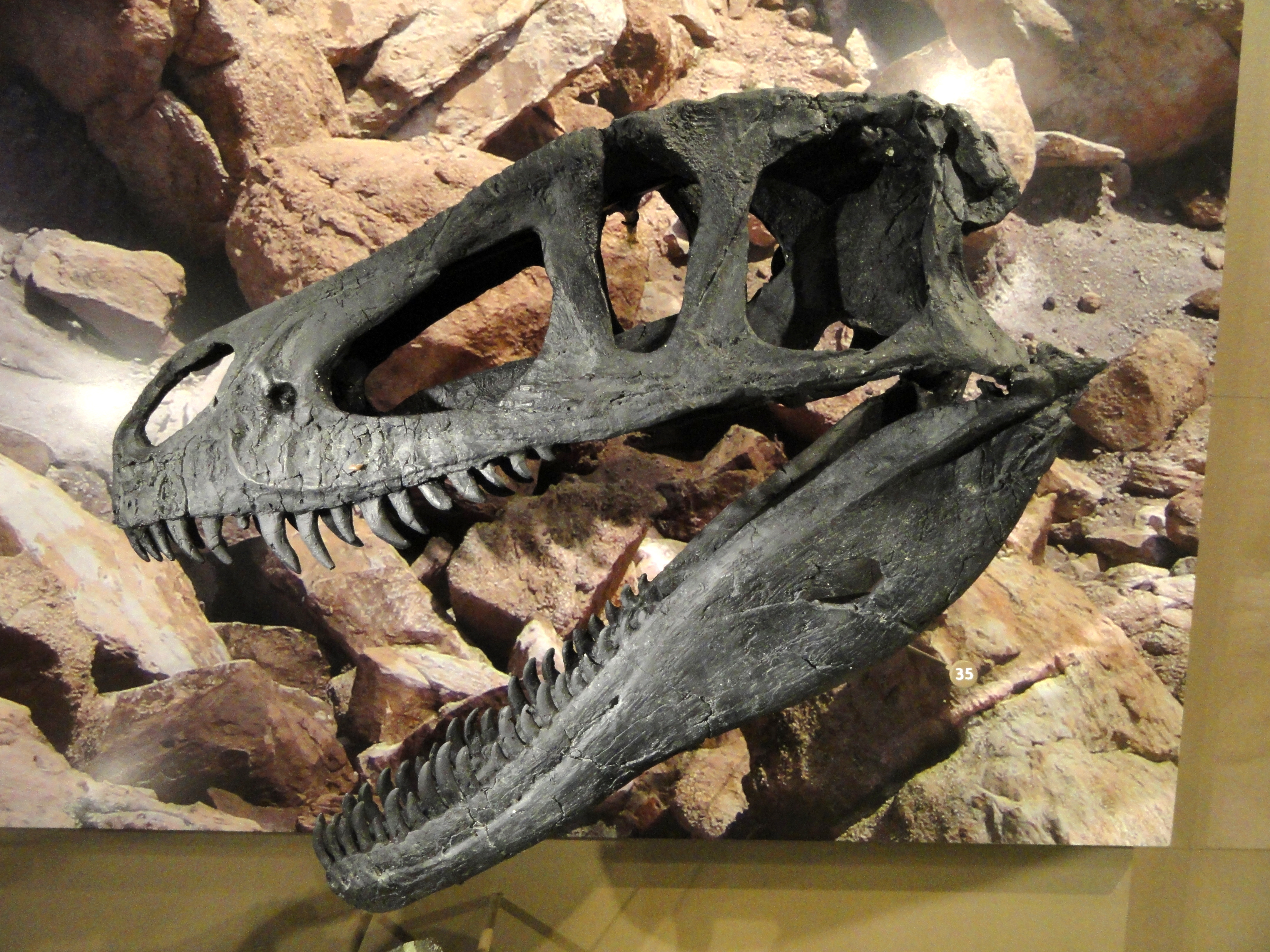
Marshosaurus bicentissimus - odlitek lebky.

Fosilní pozůstatky dosud známých piatnitzkysauridů pocházejí z Argentiny a USA, jejich původní rozšíření však mohlo být ještě podstatně větší. Podle některých paleontologů by do této čeledi mohl patřit také čínský rod Xuanhanosaurus.

## Taxonomie
Čeleď je definována tak, že do ní patří všichni zástupci nadčeledi Megalosauroidea blíže příbuzní piatnitzkysaurovi než megalosaurovi (čeleď Megalosauridae) a spinosaurovi (čeleď Spinosauridae).